# Aeropuerto Internacional de El Salvador
El Aeropuerto Internacional de El Salvador San Óscar Arnulfo Romero y Galdámez (AIES) (IATA: SAL, OACI: MSLP), antiguamente llamado Aeropuerto Internacional Cuscatlán, conocido como «Aeropuerto de Comalapa». Está localizado a unos 40 km —25 millas— de San Salvador, en El Salvador. Fue construido en la segunda mitad de los años 1970 siendo finalizado en 1979 por la constructora japonesa Hazumi Gumi, para sustituir a su predecesor, el Aeropuerto de Ilopango, el cual fue el antiguo Aeropuerto Internacional de San Salvador y que actualmente es usado para aviación militar y chárter. Este aeropuerto fue edificado a iniciativa y petición del Presidente de ese entonces, Arturo Armando Molina.
En 1995 la empresa salvadoreña B&B Arquitectos Asociados diseñó la ampliación de salas de espera y puentes de abordaje, de la cual solo se construyó la zona ubicada al poniente.
El aeropuerto es el único centro de conexiones en Centroamérica, o hub, para la aerolínea Avianca, y da servicio también a otras aerolíneas que vuelan a casi 30 destinos entre Centroamérica, Norteamérica, Sudamérica y Europa.

## Ubicación geográfica

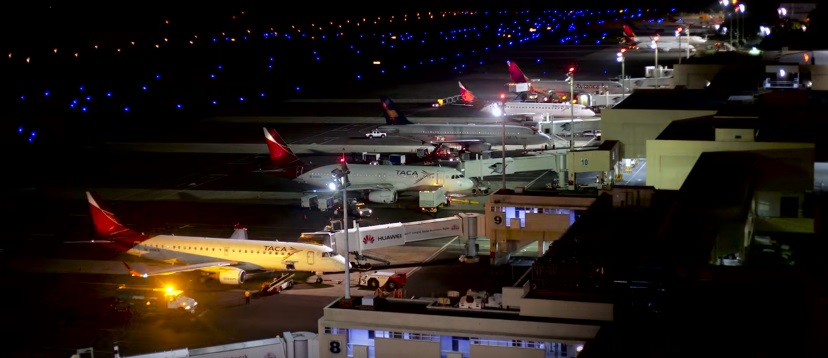
Aeropuerto Internacional de El Salvador durante banco de vuelos nocturnos de Avianca.

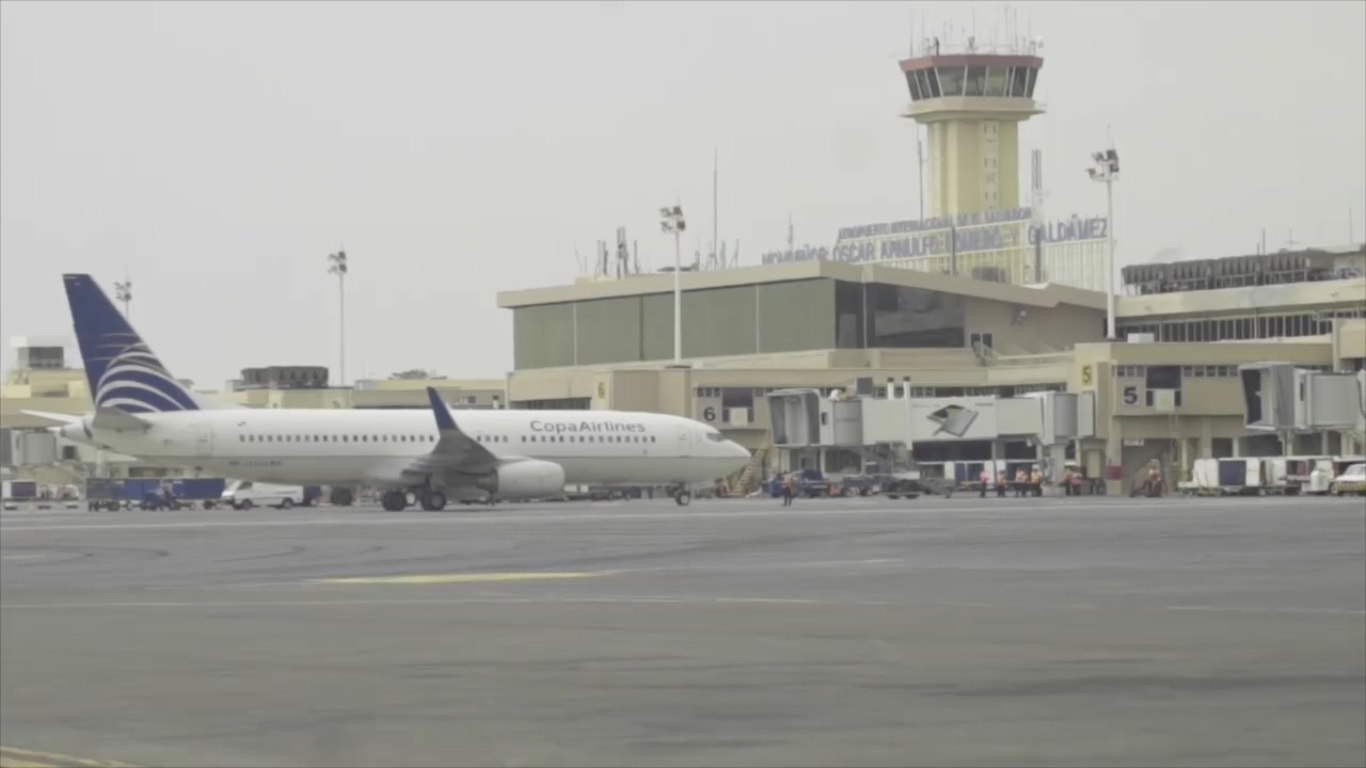
La aerolínea panameña, Copa Airlines también ofrece vuelos diarios hacia Tocumen.

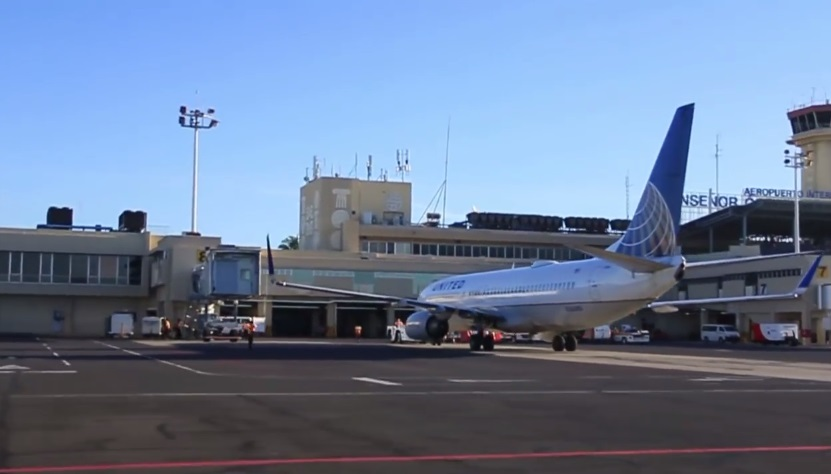
United Airlines en posición No 8 de la terminal de pasajeros.

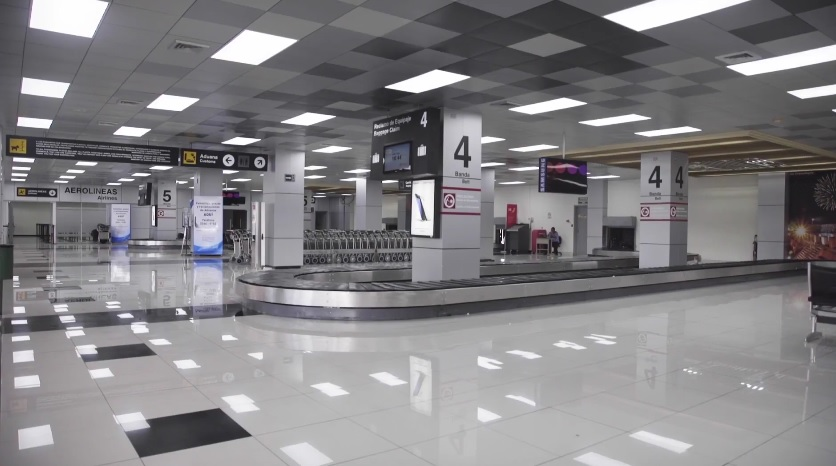
Área de aduanas renovada por CEPA.

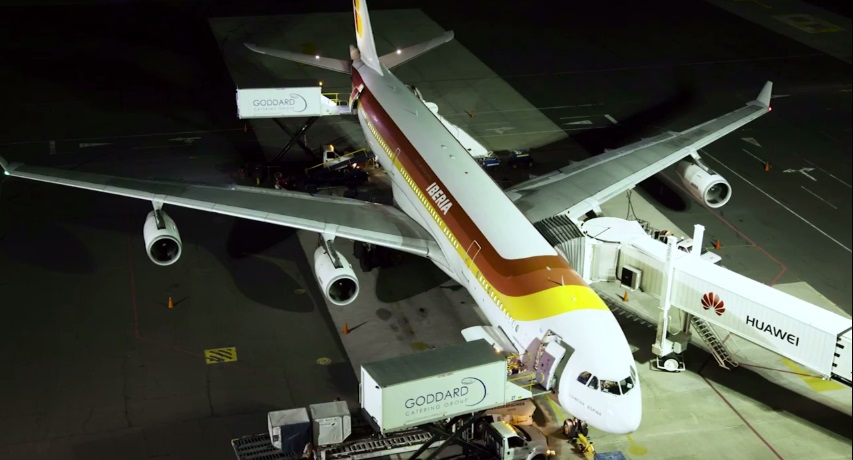
Airbus A340, de la aerolínea española Iberia, con destino a Madrid.

Con una ubicación geográfica privilegiada, está ubicado en la zona sur central del país, situado en el Departamento de La Paz, entre los cantones Nuevo Edén y San Francisco Amatepe de la ciudad de San Luis Talpa y el cantón Las Flores de la ciudad de San Pedro Masahuat. Ocupa una planicie triangular de 1465 manzanas, que limitan al sur con el océano Pacífico, al Este con el río Jiboa, y al noroeste con la carretera del litoral. Al encontrarse próximo al nivel del mar, permite que los aviones operen eficientemente a su máxima capacidad.
Está conectado con la capital de San Salvador, El Salvador a través de una moderna autopista de cuatro vías y 42 kilómetros de longitud, que permite realizar el recorrido en un tiempo promedio de 30 minutos. Es el tercero del istmo en movimiento de pasajeros: 3,411,015 anuales, contados sin metodología, sugerido por OACI.
Está catalogado como categoría 1 por la Administración Federal de Aviación de Estados Unidos (FAA) y está certificado por la Autoridad de Aviación Civil (AAC). Siendo el primero en el istmo en alcanzar dichas certificaciones
En los World Airport Awards 2015 de Skytrax fue reconocido como el tercer mejor aeropuerto de Centroamérica y el Caribe. Según el Foro Económico mundial es el segundo de la región con infraestructura más competitiva logrando un puntaje de 4,8 —siendo 7,0 la nota máxima— superado únicamente por Panamá (6,2). Además, OACI lo reconoce como uno de los aeropuertos con los mejores estándares de seguridad en el continente, únicamente superados por Estados Unidos y Canadá.

## Información
El Aeropuerto Internacional de El Salvador, es el segundo aeropuerto más puntual del mundo en la categoría de aeropuertos pequeños, esto de acuerdo con el Ranking Punctuality League 2020, realizado por proveedor global de información aeronáutica OAG. La categoría en la que se colocó el aeropuerto salvadoreño es la de Pequeños Aeropuertos y fue superado solamente por la terminal de Minsk (Bielorrusia), que encabeza el ranking con un OTP (on-time performance, en inglés) del 92.6%. De acuerdo con el ranking, El Salvador cumple con el 86.2% de OTP.

## Instalaciones del AIES

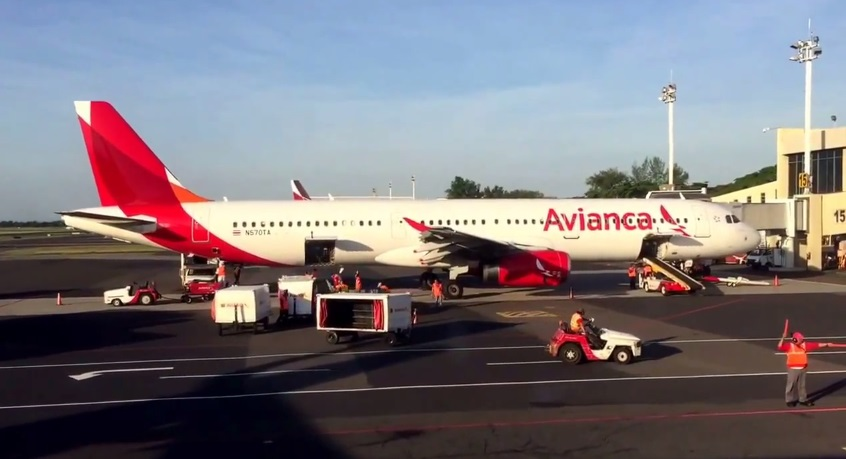
Airbus A321 de Avianca en puerta No 15

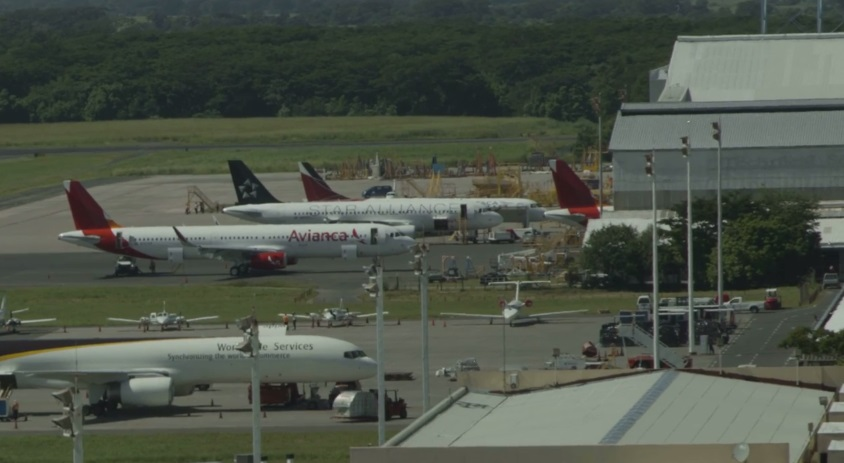
Terminal de carga, hangar de Avianca y posiciones remotas del lado oeste de la terminal

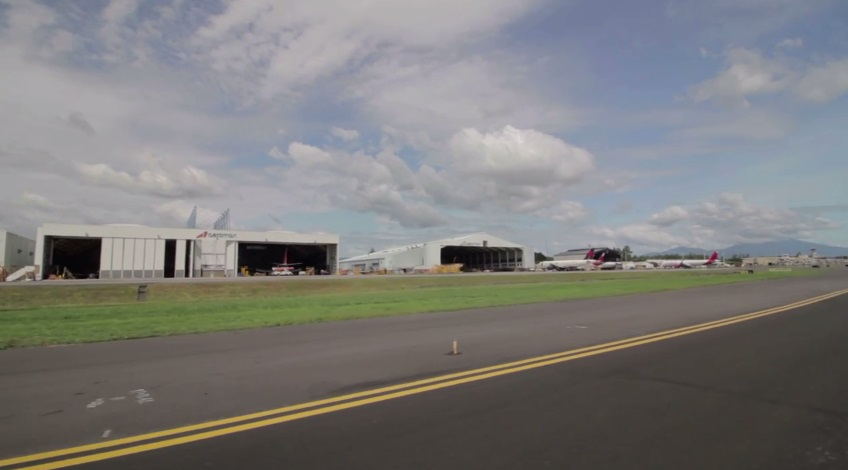
Instalaciones de Aeroman en terrenos del aeropuerto

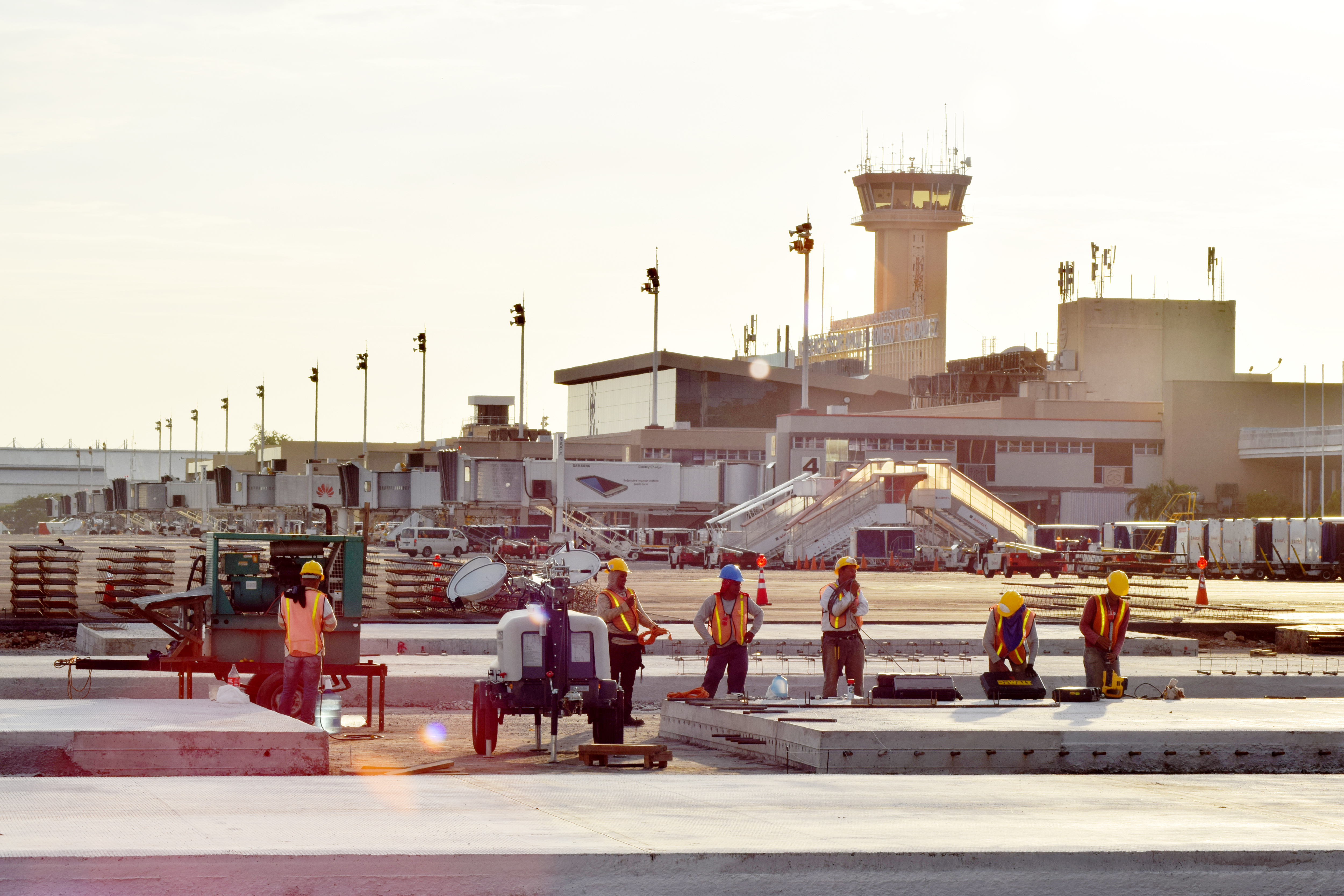
Ampliación de Aeropuerto Internacional de El Salvador

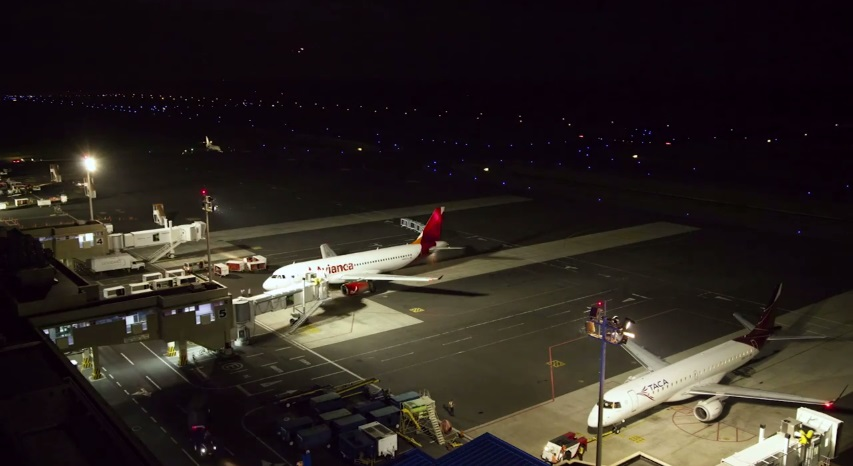
Ala este de la terminal de pasajeros durante operaciones nocturnas

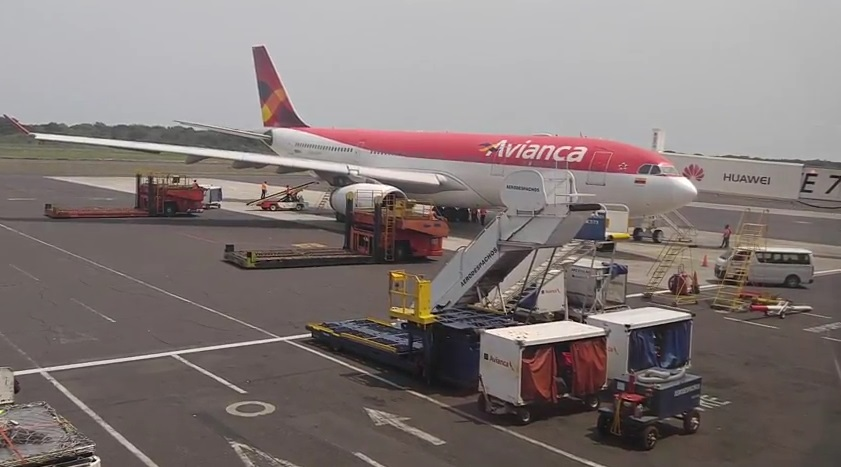
Airbus A330 de Avianca, en su vuelo diario desde Lima

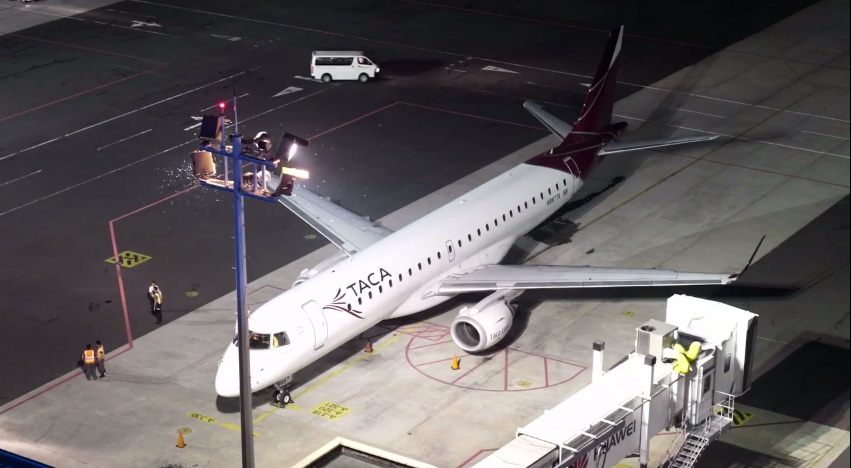
Embraer E190 de TACA Airlines

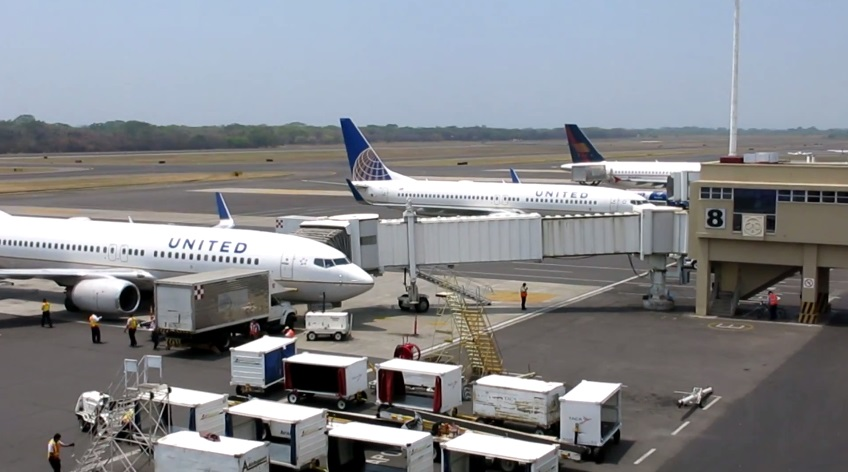
United Airlines en MSLP

### Instalaciones
El AIES tiene una pista principal (07-25) de 3200 metros de longitud, la más larga de Centroamérica, y 45 metros de ancho, con una superficie efectiva de rodaje de 35 metros y hombros de 7,5 metros. Paralela a la pista principal y del mismo largo que esta, se encuentra la calle de rodaje «Alfa», que se conecta a la pista a través de seis salidas. Para el uso de aeronaves pequeñas, se construyó además una pista secundaria (18-36), con una longitud de 800 metros, usada actualmente como estacionamiento de larga duración para aeronaves que así lo requieran.
La pista y calles de rodaje fueron repavimentadas en su totalidad en 2015.
La categoría OACI del aeropuerto es 4E, por lo que equipos como Boeing 747, Airbus A340, Boeing 777, Airbus A350, Boeing 787, pueden operar a su máxima capacidad.

### Terminal de pasajeros
El 8 de febrero de 2022, se inauguró la ampliación en el edificio terminal, que permitirá incrementar la capacidad de pasajeros a 5 millones de personas al año. En la nueva edificación se invirtió US$56 millones y el área de construcción es de 22 mil metros cuadrados.
La ampliación de la terminal de pasajeros, es un edificio de tres niveles que contempla:
- Cinco salas de espera con amplios pasillos y espacios de estancia con doble altura para pasajeros.
- Cinco puentes de abordaje, uno de ellos con dos mangas para atender aeronaves de ancho fuselaje.
- Baño para mascotas, un espacio ambientado con todo lo necesario para que los pasajeros lleven a sus perros.
- Nuevas áreas de control de seguridad con equipo de Rayos X para equipaje de pasajeros saliendo del país. Así como, punto de Rayos X para el control del equipaje de conexiones.
- Pasillos para la segregación de pasajeros, los viajeros de llegada y salida no tendrán contacto; con esto se cumplirá con un requerimiento de seguridad de la Organización de Aviación Civil Internacional (OACI).
- Nueva área comercial que cuenta con 14 nuevos locales entre ellos tiendas, restaurantes, sala vip y más.
- Área de chequeo migratorio con 10 nuevos mostradores y cinco counters para aerolíneas.
- Rampas de conexión al tercer nivel para segregación de pasajeros, áreas para atención de pasajeros vip, área de inspección de mercadería que ingresa para el área comercial.
- Próximamente instalaran las primeras cabinas de lactancia materna en la terminal aérea.

### Terminal de carga
La plataforma del edificio terminal de carga (ETC) dispone de tres posiciones de estacionamiento para aeronaves cargueras, y además cuenta con una plataforma para el mantenimiento de cinco aeronaves que lo requieran, justo frente a los hangares de Aeromantenimiento (AEROMAN), un moderno taller de reparaciones que ha alcanzado altos niveles de servicio en Latinoamérica y que represente un valor agregado para el AIES. El ETC tiene un área construida —entre bodegas y oficinas— de 10 286 metros cuadrados.

### Instalaciones de Aeroman

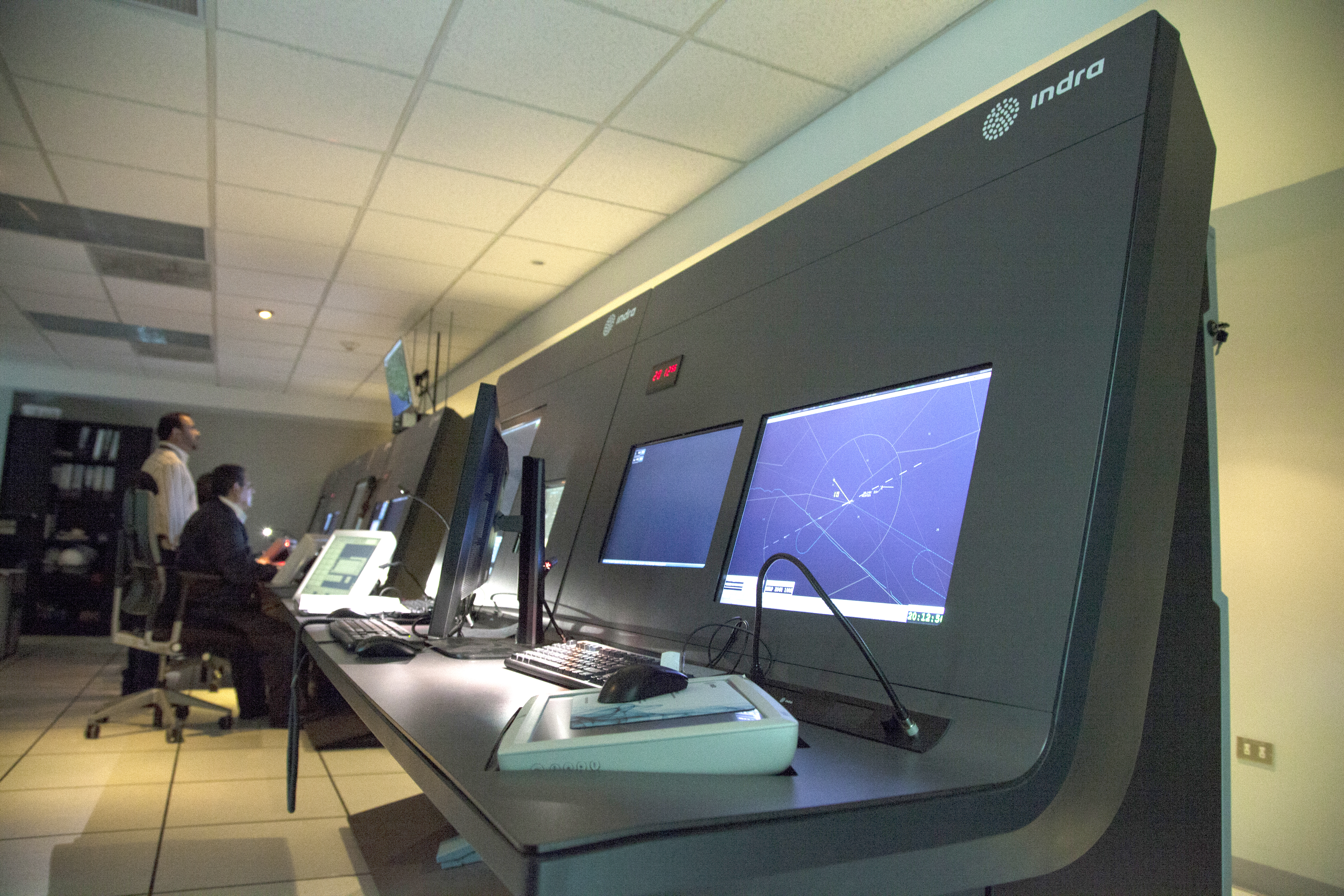
Radar, modernización en Aeropuerto de El Salvador

Aeroman es la estación reparadora de aviones comerciales más importante de la región y el único miembro de la red de MRO de Airbus en América Latina. Fundada en 1983, actualmente cuenta con 24 líneas de producción para aviones de cabina angosta y 8 líneas de producción para cabina ancha. Tras finalizar su expansión contará con 32 líneas convirtiéndola no solo en la estación de mantenimiento de aeronaves más grande del continente sino que en una de las más competitivas a nivel mundial. Cuenta con capacidad para atender las siguientes aeronaves: A320, B737, A330, B757, A340 y Embraer E-Jets
Aeroman difiere del resto de sus competidores que ha logrado atraer como clientes aerolíneas de todo el continente, incluyendo a estadounidenses lo que deja en evidencia sus altos estándares de calidad. Algunos de los clientes con los que cuenta Aeroman son:
- Avianca
- JetBlue Airways
- Delta Air Lines
- American Airlines (tras la fusión con US Airways)
- Southwest Airlines
- Volaris
- TAME
- LATAM Airlines
- Copa Airlines
- Azul Linhas Aéreas Brasileiras
- Aerolíneas Argentinas

Atendió en su historia a las siguientes aerolíneas:
- TACA (ahora Avianca)
- VECA
- America West Airlines (fusionada con US Airways)
- US Airways

### Otros servicios
Los usuarios del aeropuerto pueden efectuar sus compras en una amplia gama de tiendas libres de impuestos, donde encontrarán ropa, perfumería, licores y tabaco de la más alta calidad, así como una gran variedad de tiendas de artesanías y restaurantes de comida típica e internacional. En el ETP, los pasajeros tienen la posibilidad de conexión gratuita a Internet vía WiFi. 
Además en el aeropuerto prestan sus servicios doce empresas de alquiler de autos que son: Budget, Avis, Best Rent A Car, Thrifty Car Rental, Discha, National, Álamo, Tropic, Hertz, Rental, Transportes Krysmar, Union Rent A Car y Servi Rent Car. Además, se puede contactar con los representantes de las cadenas hoteleras de más prestigio internacional como Hilton San Salvador, Sheraton, Real InterContinental San Salvador, Crowne Plaza, Terraza o Comfort, y apenas a cinco minutos del aeropuerto se encuentra el Hotel Quality.
Tanto en el edificio terminal de carga —ETC—, como en el edificio terminal de pasajeros —ETP—, se pueden realizar transacciones bancarias a través de los bancos Hipotecario, Citibank, Banco Agrícola, así como por medio de cajeros automáticos.
En 2015, Avianca reinauguró la sala vip, frente a la sala de espera No 10. Consta de 750 m², pensada para el viajero ejecutivo, en donde se encuentran zonas de comida y bebidas, zonas de entretenimiento y descanso, área húmeda con duchas. La inversión realizada fue superior a los $700 000

### Plaza de Bienvenida

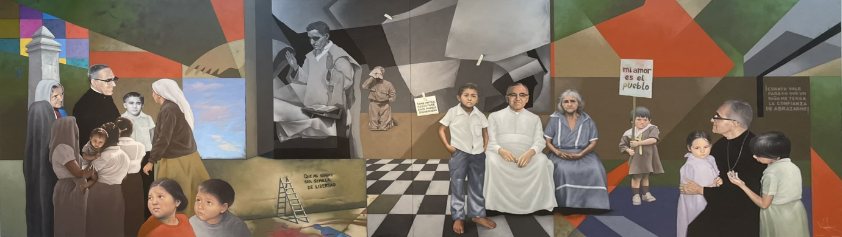
Mural "Homenaje a Monseñor Óscar Arnulfo Romero"

El Aeropuerto Internacional de El Salvador cuenta con un área cómodo, amplio, agradable y seguro para recibir a los pasajeros, este espacio se convierte en uno de los sectores con mayor concentración de personas de la terminal aérea AIES-SOARG.

## Aerolíneas y destinos

### Pasajeros
En el Aeropuerto Internacional de El Salvador ofrecen sus servicios 14 aerolíneas internacionales, entre las que se encuentran tres de las más importantes de Norteamérica: American Airlines, Delta Air Lines, United Airlines. También se puede viajar a través de Aeroméxico, Air Transat,  Arajet, Spirit Airlines, Frontier, Copa Airlines, Iberia, TAG Airlines, Volaris y la salvadoreña Avianca El Salvador la cual fue fundada en 1933 como TACA International Airlines —Transportes Aéreos del Continente Americano.
| Aerolíneas          | Destinos |
| ------------------- | --- |
| Aeroméxico          | Ciudad de México |
| Air Transat         | Montreal–Trudeau |
| American Airlines   | Dallas/Fort Worth, Miami |
| Avianca             | Bogotá |
| Avianca Costa Rica  | San José (CR) |
| Avianca El Salvador | Bogotá, Boston, Cancún, Ciudad de Guatemala, Ciudad de México, Ciudad de Panamá–Tocumen, Dallas/Fort Worth, Fort Lauderdale (finaliza el 4 de septiembre de 2025), Guayaquil, Houston–Intercontinental, Lima, Los Ángeles, Managua, Medellín–JMC, Miami, Nueva York–JFK, Ontario (CA), Quito, San Francisco, San José (CR), San Pedro Sula, Tegucigalpa/Comayagua, Toronto–Pearson, Washington–Dulles Estacional: Chicago–O'Hare, Las Vegas, Montreal–Trudeau |
| Avianca Guatemala   | Ciudad de Guatemala |
| Copa Airlines       | Ciudad de Panamá–Tocumen |
| Delta Air Lines     | Atlanta |
| Frontier Airlines   | Atlanta |
| Iberia              | Madrid |
| Spirit Airlines     | Houston–Intercontinental |
| TAG Airlines        | Ciudad de Guatemala, Roatán |
| United Airlines     | Houston–Intercontinental, Los Ángeles, Newark Estacional: Washington–Dulles |
| Volaris El Salvador | Ciudad de Guatemala, Ciudad de México, Houston–Intercontinental, Los Ángeles, Miami, Newark, Oakland, San José (CR), San Pedro Sula, Washington-Dulles |

Nota
1. ↑  El vuelo de Iberia desde Madrid a San Salvador hace una parada en la ciudad de Guatemala, pero la aerolínea no tiene derechos de tráfico para transportar pasajeros únicamente entre la ciudad de Guatemala y San Salvador.

### Carga
| Aerolíneas                  | Destinos                                      |
| --------------------------- | --------------------------------------------- |
| Amerijet International      | Miami                                         |
| Avianca Cargo               | Miami                                         |
| DHL Aero Expreso            | Ciudad de Guatemala, Ciudad de Panamá–Tocumen |
| IFL Group como FedEx Feeder | Ciudad de Guatemala, Miami                    |
| LATAM Cargo                 | Miami, Quito                                  |

### Destinos internacionales
| Ciudades por países                                           | Nombre del aeropuerto                                 | Aerolíneas                                                                    | Frecuencias  |
| Norteamérica                                                  | Norteamérica                                          | Norteamérica                                                                  | Norteamérica |
| ------------------------------------------------------------- | ----------------------------------------------------- | ----------------------------------------------------------------------------- | ------------ |
| Canadá (2 destinos, 2 aerolíneas)                             |                                                       |                                                                               |              |
| Montreal                                                      | Aeropuerto Internacional Pierre Elliott Trudeau       | Air Transat / Avianca El Salvador (Estacional)                                | 5            |
| Toronto                                                       | Aeropuerto Internacional Toronto Pearson              | Avianca El Salvador                                                           | 7            |
| Estados Unidos (15 destinos [2 estacionales], 8 aerolíneas)   |                                                       |                                                                               |              |
| Atlanta                                                       | Aeropuerto Internacional Hartsfield-Jackson           | Delta Air Lines / Frontier Airlines                                           | 9            |
| Boston                                                        | Aeropuerto Internacional Logan                        | Avianca El Salvador                                                           | 3            |
| Chicago                                                       | Aeropuerto Internacional O'Hare                       | Avianca El Salvador (Estacional)                                              | 3            |
| Dallas-Fort Worth                                             | Aeropuerto Internacional de Dallas-Fort Worth         | American Airlines / Avianca El Salvador                                       | 14           |
| Fort Lauderdale                                               | Aeropuerto Internacional de Fort Lauderdale-Hollywood | Avianca El Salvador (finaliza el 4 de septiembre de 2025)                     | 7            |
| Houston                                                       | Aeropuerto Intercontinental George Bush               | Avianca El Salvador / Spirit Airlines / United Airlines / Volaris El Salvador | 61           |
| Las Vegas                                                     | Aeropuerto Internacional Harry Reid                   | Avianca El Salvador (Estacional)                                              | 3            |
| Los Ángeles                                                   | Aeropuerto Internacional de Los Ángeles               | Avianca El Salvador / United Airlines / Volaris El Salvador                   | 79           |
| Miami                                                         | Aeropuerto Internacional de Miami                     | American Airlines / Avianca El Salvador / Volaris El Salvador                 | 73           |
| Newark                                                        | Aeropuerto Internacional Libertad de Newark           | United Airlines / Volaris El Salvador                                         | 10           |
| Nueva York                                                    | Aeropuerto Internacional John F. Kennedy              | Avianca El Salvador                                                           | 24           |
| Oakland                                                       | Aeropuerto de Oakland de la Bahía de San Francisco    | Volaris El Salvador                                                           | 3            |
| Ontario                                                       | Aeropuerto Internacional LA/Ontario                   | Avianca El Salvador                                                           | 7            |
| San Francisco                                                 | Aeropuerto Internacional de San Francisco             | Avianca El Salvador                                                           | 17           |
| Washington D. C.                                              | Aeropuerto Internacional de Washington-Dulles         | Avianca El Salvador / United Airlines (Estacional) / Volaris El Salvador      | 63           |
| México (2 destinos, 3 aerolíneas)                             |                                                       |                                                                               |              |
| Cancún                                                        | Aeropuerto Internacional de Cancún                    | Avianca El Salvador                                                           | 5            |
| Ciudad de México                                              | Aeropuerto Internacional de la Ciudad de México       | Aeroméxico / Avianca El Salvador / Volaris El Salvador                        | 23           |
| Centroamérica y El Caribe                                     |                                                       |                                                                               |              |
| Costa Rica (1 destino, 3 aerolíneas)                          |                                                       |                                                                               |              |
| San José                                                      | Aeropuerto Internacional Juan Santamaría              | Avianca Costa Rica / Avianca El Salvador / Volaris El Salvador                | 38           |
| Guatemala (1 destino, 4 aerolíneas)                           |                                                       |                                                                               |              |
| Ciudad de Guatemala                                           | Aeropuerto Internacional La Aurora                    | Avianca El Salvador / Avianca Guatemala / TAG Airlines / Volaris El Salvador  | 27           |
| Honduras (4 destinos, 2 aerolíneas)                           |                                                       |                                                                               |              |
| Roatán                                                        | Aeropuerto Internacional Juan Manuel Gálvez           | TAG Airlines                                                                  | 2            |
| San Pedro Sula                                                | Aeropuerto Internacional Ramón Villeda Morales        | Avianca El Salvador / Volaris El Salvador                                     | 15           |
| Tegucigalpa                                                   | Aeropuerto Internacional Palmerola                    | Avianca El Salvador                                                           | 14           |
| Nicaragua (1 destino, 1 aerolínea)                            |                                                       |                                                                               |              |
| Managua                                                       | Aeropuerto Internacional Augusto C. Sandino           | Avianca El Salvador                                                           | 31           |
| Panamá (1 destino, 2 aerolíneas)                              |                                                       |                                                                               |              |
| Ciudad de Panamá                                              | Aeropuerto Internacional de Tocumen                   | Avianca El Salvador / Copa Airlines                                           | 21           |
| Sudamérica                                                    |                                                       |                                                                               |              |
| Colombia (2 destinos, 2 aerolíneas)                           |                                                       |                                                                               |              |
| Bogotá                                                        | Aeropuerto Internacional El Dorado                    | Avianca / Avianca El Salvador                                                 | 15           |
| Medellín                                                      | Aeropuerto Internacional José María Córdova           | Avianca El Salvador                                                           | 7            |
| Ecuador (2 destinos, 1 aerolínea)                             |                                                       |                                                                               |              |
| Guayaquil                                                     | Aeropuerto Internacional José Joaquín de Olmedo       | Avianca El Salvador                                                           | 4            |
| Quito                                                         | Aeropuerto Internacional Mariscal Sucre               | Avianca El Salvador                                                           | 5            |
| Perú (1 destino, 1 aerolínea)                                 |                                                       |                                                                               |              |
| Lima                                                          | Aeropuerto Internacional Jorge Chávez                 | Avianca El Salvador                                                           | 3            |
| Europa                                                        |                                                       |                                                                               |              |
| España (1 destino, 1 aerolínea)                               |                                                       |                                                                               |              |
| Madrid                                                        | Aeropuerto Adolfo Suárez Madrid-Barajas               | Iberia                                                                        | 3            |
| Total: 32 destinos (2 estacionales), 12 países, 15 aerolíneas |                                                       |                                                                               |              |

## Aerolíneas previas
| Aerolínea     | Fechas de servicio | Razón de retiro                                                                                |
| ------------- | ------------------ | ---------------------------------------------------------------------------------------------- |
| Aviacsa       | 1990-2011          | Suspendió todos sus vuelos en mayo del 2011.                                                   |
| Aviateca      | 1945-1995          | Absorbida por Grupo TACA. Posteriormente, Grupo TACA se fusionó con Avianca.                   |
| Lacsa         | 1979-1992          | Absorbida por Grupo TACA. Posteriormente, Grupo TACA se fusionó con Avianca.                   |
| TAN SAHSA     | 1979-1995          | Absorbida por Grupo TACA. Posteriormente, Grupo TACA se fusionó con Avianca.                   |
| NICA          | 1980-2004          | Absorbida por Grupo TACA. Posteriormente, Grupo TACA se fusionó con Avianca.                   |
| Air Florida   | 1979-1984          | Air Florida era una aerolínea de bajo costo estadounidense que funcionó desde 1971 hasta 1984. |
| Continental   | 2000-2014          | La compañía se fusionó con United Airlines en 2010.                                            |
| Eastern       | 1973-1991          | La compañía quebró en 1991.                                                                    |
| Mexicana      | 1935-2010          | La compañía quebró en 2014.                                                                    |
| Pan Am        | 1930-1991          | La compañía quebró en 1991.                                                                    |
| SAM           | 1973-1992          | La compañía fue absorbida por Avianca en 2010.                                                 |
| TACA          | 1945-2013          | La compañía se fusionó con Avianca en 2013.                                                    |
| US Airways    | 2000-2014          | La compañía se fusionó con American Airlines en 2014.                                          |
| Veca Airlines | 2014-2016          | La compañía suspendió por problemas financieros.                                               |

## Estadísticas

### Rutas más transitadas
| Número | Ciudad                   | Pasajeros | Ranking     | Aerolínea                                                                  |
| ------ | ------------------------ | --------- | ----------- | -------------------------------------------------------------------------- |
| 1      | Los Ángeles, California  | 492,482   | Sin cambios | Avianca El Salvador, Delta Air Lines, United Airlines, Volaris El Salvador |
| 2      | Houston, Texas           | 488,904   | Sin cambios | Avianca El Salvador, United Airlines, Volaris El Salvador                  |
| 3      | Washington, D. C.        | 472,011   | Sin cambios | United Airlines, Volaris El Salvador                                       |
| 4      | Nueva York, Nueva York   | 254,256   | 1           | Avianca El Salvador, Volaris Costa Rica                                    |
| 5      | Miami, Florida           | 236,352   | 1           | American Airlines, Avianca El Salvador, Volaris El Salvador                |
| 6      | San José, Costa Rica     | 190,531   | 5           | Avianca Costa Rica, Avianca El Salvador, Volaris Costa Rica                |
| 7      | Dallas, Texas            | 177,141   | 1           | American Airlines, Avianca El Salvador                                     |
| 8      | Ciudad de México, México | 173,582   | 5           | Aeroméxico Connect, Avianca El Salvador, Volaris El Salvador               |
| 9      | Ciudad de Panamá, Panamá | 170,643   | 1           | Avianca El Salvador, Copa Airlines                                         |
| 10     | Atlanta, Georgia         | 127,878   | 1           | Delta Air Lines, Frontier Airlines                                         |

### Participación en el mercado de las aerolíneas
| Posición | Aerolínea           | Pasajeros | Porcentaje de mercado |
| -------- | ------------------- | --------- | --------------------- |
| 1        | Avianca El Salvador | 1,314,048 | 35.6%                 |
| 2        | Volaris El Salvador | 594,460   | 16.1%                 |
| 3        | United Airlines     | 446,067   | 12.1%                 |
| 4        | American Airlines   | 307,768   | 8.3%                  |
| 5        | Avianca Costa Rica  | 194,032   | 5.3%                  |

## Galería de imágenes
|                          |
| Interior del aeropuerto. |

|                                       |
| Interior de la terminal de pasajeros. |

|                                  |
| Aeropuerto visto desde el avión. |

|                                      |
| Airbus bajo la imagen de Grupo TACA. |

## Aeropuertos cercanos
Los aeropuertos más cercanos son:
- Aeropuerto Internacional La Aurora (181km)
- Aeropuerto Internacional Toncontín (209km)
- Aeropuerto Internacional Ramón Villeda Morales (234km)
- Aeropuerto de Punta Gorda (269km)
- Aeropuerto de Placencia (326km)